# ويلي هيس

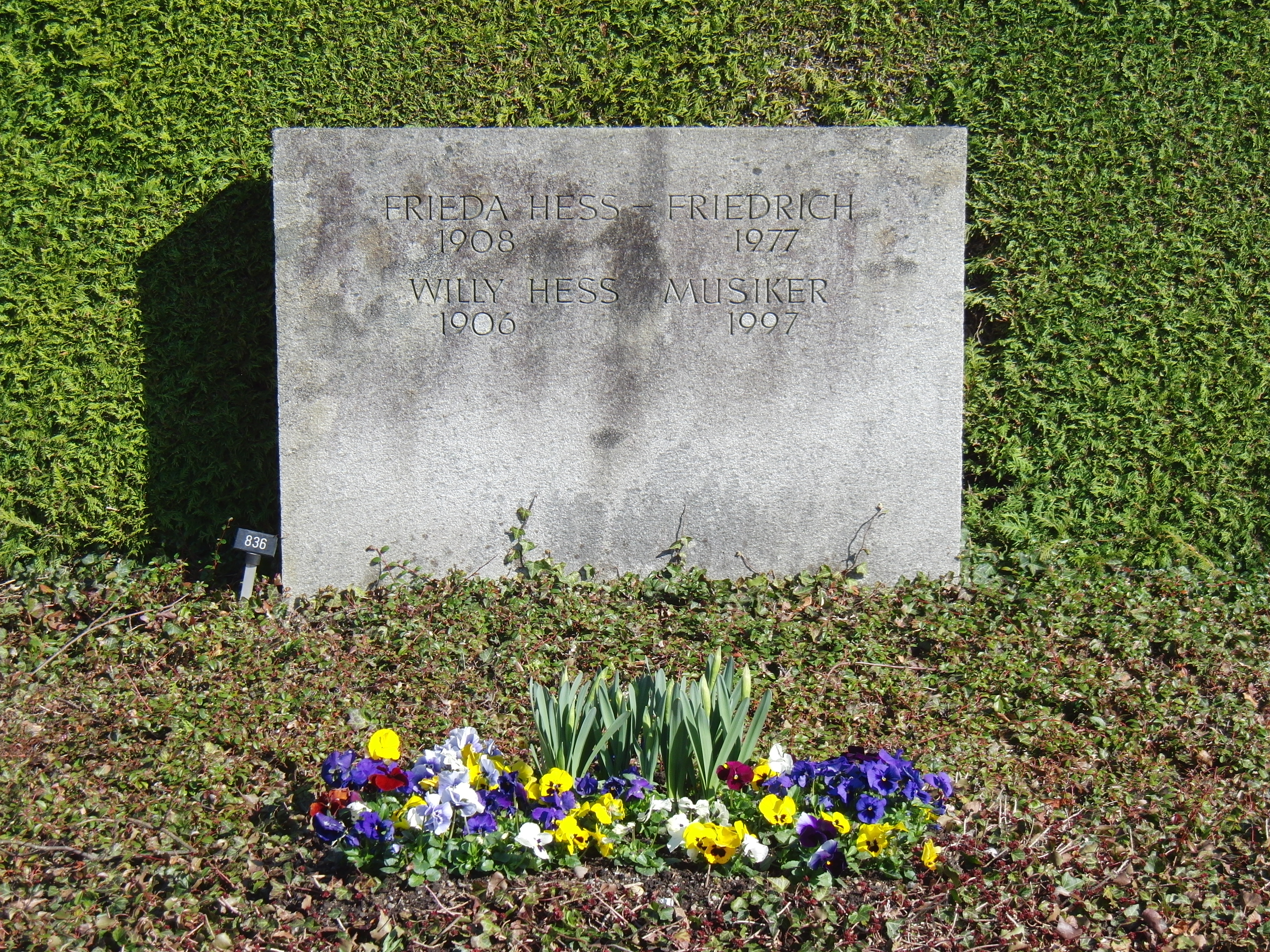
قبر ويلي هيس، مؤرخ وملحن موسيقي سويسري

ويلي هيس هو مؤرخ موسيقى ‏ وملحن سويسري، ولد في 12 أكتوبر 1906 في فينترتور في سويسرا، وتوفي بنفس المكان في 9 مايو 1997.

## وصلات خارجية
- ويلي هيس على موقع ميوزك برينز (الإنجليزية)
- ويلي هيس على موقع ديسكوغز (الإنجليزية)